# Oh! Oh! Cleopatra
Oh! Oh! Cleopatra, és una pel·lícula dirigida per Joseph Santley, i interpretada per Bert Wheeler, Robert Woolsey i Dorothy Burgess, entre d'altres. Fou estrenada el 17 d'agost de 1931. El 2010 es va localitzar una còpia parcial força malmesa del positiu de la pel·lícula que es conserva al British Film Institute.

## Argument
En un congrés, els assistents escolten la conferència del professor Waldo J. Sweinstein sobre la reencarnació. El professor assegura posseir unes pastilles que permetran a qui se les empassi recordar les seves vides passades. En el banquet posterior, Weeler i Woolsey les prenen i es desperten com a Marc Antoni i Juli Cesar a l'antic Egipte on competeixen per la mà de Cleopatra en una cursa de carros a través del carrers de París, de Nova York o pel mig de l'oceà. La pel·lícula acaba quan els dos surten del trànsit i es retroben on van prendre les pastilles donant-se bufetades mútuament.

## Repartiment
- Bert Wheeler (Marc Antoni)
- Robert Woolsey (Juli Cesar)
- Dorothy Burgess (Cleopatra)
- Robert Frazer (missatger)
- Tyler Brooke (anunciador)
- Tom McGuire (corredor d'apostes)
- Alec B. Francis
- Claude Gillingwater
- Mitchell Lewis
- Montagu Love
- Crauford Kent
- Kenneth Thomson
- William Farnum
- Walter Hiers
- Hale Hamilton
- Edmund Breese
- Paul Nicholson
- William Arnold
- Richard Carlyle
- George Harris
- Tom Wilson
- Eddie Sturgis
- James Finlayson
- Max Davidson (músic imperial)
- Maurice Black
- William C. Camp

## Producció
La pel·lícula va ser produïdes pel Masquers Club of Hollywood. El Masquers Club era una organització/fraternitat d'actors masculins de Hollywood fundada el 1925 per tal de tenir un lloc on riure i congeniar però que va arribar a ser una institució de l'espectacle. El que la va fer única va ser que va muntar el seu propi estudi de producció de pel·lícules curtes. En associació amb la RKO Pictures, el club va arribar a rodar 11 comèdies entre el 1931 i el 33. Les tres primeres que es van produir van ser “Stout Hearts and Willing Hands”, “Oh! Oh! Cleopatra” i “The Great Junction Hotel”. Es tractava de farses que difícilment s'hagueren estrenat en un cinema si no fos perquè els propis actors pertanyents al Masquer Club hi actuaven, divertint-se com amateurs en un funció nadalenca.